# La Pinta
La Pinta va ser un dels tres vaixells que va fer servir Cristòfor Colom en el seu primer viatge al Nou Món el 1492. Fou una caravel·la, com també La Niña. La tercera embarcació, la Santa María, en era una nau o carraca.
La Pinta hauria estat construïda a les drassanes de Palos de la Frontera, o potser a Galícia, pocs anys abans del primer viatge. Va ser elegida per Martín Alonso Pinzón per les seves qualitats nàutiques, ja que el mateix l'havia llogat anteriorment, la va costejar el consell municipal de Palos.
El seu nom va fer pensar alguns historiadors que pertanyia a la família Pinto, però en realitat va ser llogada als armadors Gómez Rascón i a Cristóbal Quintero, que van anar-hi com a mariners a Amèrica; és per això que probablement el seu nom vertader fos "La Pintá". Era una caravel·la nòrdica de veles quadrades amb un velam molt senzill. Els pals de trinquet i major anaven aparellats amb una vela quadrada de grans dimensions, en tant que el de messana portava una vela llatina.
La Pinta era la més velera de les tres naus colombines (La Pinta, La Niña i la Santa María) i amb freqüència havia d'esperar les altres dues durant l'històric viatge, degut també als dots del capità Martín Alonso Pinzón. El dia 8 d'octubre, en lluita per arribar a descobrir els primers les noves terres, va assolir una velocitat de 15 milles per hora (una milla de l'època equival a 0,8 milles nàutiques actuals pel que la seva velocitat serien d'uns 12 nusos), superior a la que pot assolir avui un mercant de vapor mitjà.